# ルイス・ギリェルメ・ダ・コンセイソン・シウヴァ
ムリキ（Muriqui）こと、ルイス・ギリェルメ・ダ・コンセイソン・シウヴァ（Luiz Guilherme da Conceição Silva, 1986年6月16日 - ）は、ブラジル・リオデジャネイロ州マンガラチバ (Mangaratiba) 出身の元サッカー選手。現役時代のポジションはフォワード。

## 来歴

### 初期
2004年にマドゥレイラでトップチームに昇格した。才能のある選手と考えられており、ヴァスコ・ダ・ガマ、アヴァイを含むブラジルの高いレベルにあるクラブにローン移籍され、2008年にはデスポルチーヴォ・ブラジウに移籍した。
2009年4月14日、カンピオナート・ブラジレイロ・セリエAのアヴァイFCに再びローン移籍した。ウィリアムやマルキーニョスと共に得点源となった他、相手の脅威としてリーグ最多となる139回のファウルを受けた 。

### アトレチコ・ミネイロ
2009年の終わりにクラブを離れ、2010年1月13日にアトレチコ・ミネイロに加入した。同年の州選手権決勝戦ではジエゴ・タルデッリと2得点ずつ挙げ、優勝に貢献。

### 広州恒大
2010年6月30日、中国甲級（2部リーグ相当）の広州恒大足球倶楽部にクラブ史上最高（かつ中国国内で最高）の移籍金350万ドルで移籍し、4年契約を結んだ。登録表記は「穆里奇」。7月21日の南京有有戦でリーグ戦に初出場し4得点を挙げた。同年は14試合で13得点を挙げ、クラブは優勝と1部昇格を果たした。
2011年にはダリオ・コンカやクレオら攻撃的選手が補強される中でも中核であり続けた。5月4日、中国FAカップの貴州智誠戦でハットトリックを記録し、同カップ戦でハットトリックを記録した広州恒大で初めての選手となった。
2011年8月12日、遼寧とのアウェー戦において前半終了間際に起こった衝突が注目の的となった。4日後に中国サッカー協会（CFA）でヒアリングが行われた結果、ムリキが肇俊哲を殴ったと認定され、ムリキには5試合の出場停止（リザーブリーグを含む）と2万5千元の罰金の処分が下った。ムリキは新浪微博において処分は不公平であるとしてシーズン終了後に中国を去ると述べたものの、クラブとの幾度かの話し合いを経て残留を決めた。出場停止により中盤戦を欠場したが通年で16得点7アシストを記録。ムリキのリーグ得点王及びCFA年間最優秀選手に選ばれる活躍により、広州恒大はクラブ史上初となるリーグ優勝を果たした。
2012年、AFCチャンピオンズリーグでもチームに貢献し、グループリーグでは3得点を挙げた。同年7月3日、広州恒大との契約を2016年6月30日まで更新した。
2013年、ダリオ・コンカ及びエウケソンと構成したアジア最強の攻撃陣 の中でAFCチャンピオンズリーグでは13得点を記録。得点王とMVPを獲得し広州恒大の初優勝に貢献した。同年末、アジアサッカー連盟（AFC）年間最優秀外国人選手に選出。

### アル・サッド
2014年7月17日、カタールのアル・サッドに移籍。背番号は広州恒大在籍時と同じ9番。AFCの公式HPによれば、アル・サッドはムリキ獲得に際して、900万ドル（約9億円）を広州恒大に支払ったと報道された。初出場となった同年8月のシェイクジャシムカップでは2得点を挙げ、チームを優勝に導いた。しかし2014-15シーズンは負傷に苦しみ、目立った活躍を残せずに終わった。
2015-16シーズンは前半戦の15試合で11得点を挙げる好調ぶりを見せていたが、自らの希望により2016年1月に契約解除。翌2月に退団が発表された。

### FC東京
2016年3月に訪日し、同年4月1日、Jリーグ・FC東京へ期限付き移籍が発表された。年俸は8000万円（推定）。
公式戦から遠ざかっていたためにコンディションを上げる目的で、5月1日のJ3第7節栃木戦には自ら志願してFC東京U-23の一員としてオーバーエージ枠で出場。Jリーグ初ゴールを挙げた。翌6月22日のJ1-1st第13節浦和戦ではJ1初得点。以後も個人技による打開と チャンスメイクで貢献。特に左サイドに入ってからは トップ下の東慶悟と阿吽の呼吸を見せた。しかし、8月末のルヴァンカップ準々決勝福岡戦において左膝外側側副靱帯を損傷。同年中の復帰に意欲を見せていたが 以降出場することなく帰国した。
同年末には、アル・サッドとの2017年6月までの契約を破棄してFC東京との仮契約を済ませ、訪日後のメディカルチェック及び正式契約を残すのみとなっていたが、古巣のCRヴァスコ・ダ・ガマからオファーを受けると、ブラジルへの復帰願望や膝の不安のために最新医療施設を完備する同クラブの環境に惹かれ、FC東京との合意解消を希望。ムリキの意向が尊重され 翌年1月には移籍期間満了による退団が発表された。

### CRヴァスコ・ダ・ガマ復帰
2017年1月、12年ぶりにCRヴァスコ・ダ・ガマへ復帰。契約期間は約1年半。

## 個人成績
| 国内大会個人成績 | 国内大会個人成績 | 国内大会個人成績 | 国内大会個人成績 | 国内大会個人成績             | 国内大会個人成績 | 国内大会個人成績 | 国内大会個人成績 | 国内大会個人成績 | 国内大会個人成績 | 国内大会個人成績 | 国内大会個人成績 |
| 年度             | クラブ           | 背番号           | リーグ           | リーグ戦                     | リーグ戦         | リーグ杯         | リーグ杯         | オープン杯       | オープン杯       | 期間通算         | 期間通算         |
| 年度             | クラブ           | 背番号           | リーグ           | 出場                         | 得点             | 出場             | 得点             | 出場             | 得点             | 出場             | 得点             |
| ブラジル         | ブラジル         | ブラジル         | ブラジル         | リーグ戦                     | リーグ戦         | ブラジル杯       | ブラジル杯       | オープン杯       | オープン杯       | 期間通算         | 期間通算         |
| ---------------- | ---------------- | ---------------- | ---------------- | ---------------------------- | ---------------- | ---------------- | ---------------- | ---------------- | ---------------- | ---------------- | ---------------- |
| 2008             | マドゥレイラ     |                  | RJ州             |                              |                  |                  |                  |                  |                  |                  |                  |
| 2008             | ヴィトーリア     |                  | セリエA          | 12                           | 0                | -                | -                | -                | -                | 12               | 0                |
| 2009             | イトゥアーノ     |                  | SP州             | 15                           | 2                | -                | -                | -                | -                | 15               | 2                |
| 2009             | アヴァイ         |                  | セリエA          | 30                           | 9                | -                | -                | -                | -                | 30               | 9                |
| 2010             | A.ミネイロ       |                  | MG州             | 17                           | 6                | 7                | 1                | -                | -                | 31               | 11               |
| 2010             | A.ミネイロ       |                  | セリエA          | 7                            | 4                | 7                | 1                | -                | -                | 31               | 11               |
| 中国             | 中国             | 中国             | 中国             | リーグ戦                     | リーグ戦         | リーグ杯         | リーグ杯         | FA杯             | FA杯             | 期間通算         | 期間通算         |
| 2010             | 広州恒大         | 31               | 甲級             | 14                           | 13               | -                | -                | -                | -                | 14               | 13               |
| 2011             | 広州恒大         | 11               | 超級             | 26                           | 16               | -                | -                | 2                | 4                | 28               | 20               |
| 2012             | 広州恒大         | 11               | 超級             | 20                           | 12               | -                | -                | 2                | 0                | 22               | 12               |
| 2013             | 広州恒大         | 11               | 超級             | 26                           | 9                | -                | -                | 3                | 2                | 29               | 11               |
| 2014             | 広州恒大         | 11               | 超級             | 6                            | 2                | -                | -                | 0                | 0                | 6                | 2                |
| カタール         | カタール         | カタール         | カタール         | リーグ戦                     | リーグ戦         | リーグ杯         | リーグ杯         | オープン杯       | オープン杯       | 期間通算         | 期間通算         |
| 2014-15          | アル・サッド     | 9                | QSL              | 7                            | 4                | 1                | 2                | 3                | 2                | 11               | 8                |
| 2015-16          | アル・サッド     | 11               | QSL              | 16                           | 11               | 1                | 0                | 0                | 0                | 17               | 11               |
| 日本             | 日本             | 日本             | 日本             | リーグ戦                     | リーグ戦         | リーグ杯         | リーグ杯         | 天皇杯           | 天皇杯           | 期間通算         | 期間通算         |
| 2016             | FC東京           | 11               | J1               | 19                           | 4                | 1                | 0                | 0                | 0                | 20               | 4                |
| 2016             | F東23            | 11               | J3               | 3                            | 1                | -                | -                | -                | -                | 3                | 1                |
| ブラジル         | ブラジル         | ブラジル         | ブラジル         | リーグ戦                     | リーグ戦         | ブラジル杯       | ブラジル杯       | オープン杯       | オープン杯       | 期間通算         | 期間通算         |
| 2017             | ヴァスコ         | 8                | RJ州             |                              |                  |                  |                  |                  |                  |                  |                  |
| 通算             | ブラジル         | ブラジル         | セリエA          | 49                           | 13               | 7                | 1                | -                | -                | 56               | 14               |
| 通算             | ブラジル         | ブラジル         | 州選手権         | 32                           | 8                | 0                | 0                | -                | -                | 32               | 8                |
| 通算             | 中国             | 中国             | 超級             | 78                           | 39               | -                | -                | 7                | 6                | 85               | 45               |
| 通算             | 中国             | 中国             | 甲級             | 14                           | 13               | -                | -                | -                | -                | 14               | 13               |
| 通算             | カタール         | カタール         | QSL              | 23                           | 15               | 2                | 2                | 3                | 2                | 28               | 19               |
| 通算             | 日本             | 日本             | J1               | 19                           | 4                | 1                | 0                | 0                | 0                | 20               | 4                |
| 通算             | 日本             | 日本             | J3               | 3                            | 1                | -                | -                | -                | -                | 3                | 1                |
| 総通算           | 総通算           | 総通算           | 総通算           | \|\|\|\|\|\|\|\|\|\|\|\|\|\| |                  |                  |                  |                  |                  |                  |                  |

その他の公式戦
- 2012年
  - スーパーカップ 1試合0得点
- 2013年
  - スーパーカップ 1試合0得点
- 2014年
  - スーパーカップ 0試合0得点
- 2014-2015
  - カタール・スターズ・カップ 1試合0得点

| 国際大会個人成績 | 国際大会個人成績 | 国際大会個人成績 | 国際大会個人成績 | 国際大会個人成績 | FIFA      | FIFA      |
| 年度             | クラブ           | 背番号           | 出場             | 得点             | 出場      | 得点      |
| AFC              | AFC              | AFC              | ACL              | ACL              | クラブW杯 | クラブW杯 |
| ---------------- | ---------------- | ---------------- | ---------------- | ---------------- | --------- | --------- |
| 2012             | 広州恒大         | 11               | 8                | 3                | -         | -         |
| 2013             | 広州恒大         | 11               | 14               | 13               | 3         | 1         |
| 2014             | 広州恒大         | 11               | 7                | 2                | -         | -         |
| 2015             | アル・サッド     | 9                | 6                | 2                | -         | -         |
| 2016             | FC東京           | 11               | 0                | 0                | -         | -         |
| 通算             | AFC              | AFC              | 35               | 20               | 3         | 1         |

出場歴
- Jリーグ初出場：2016年4月10日 J1・1st第6節 柏レイソル戦 (日立柏サッカー場)
- Jリーグ初得点：2016年5月01日 J3第7節 栃木SC戦 (味の素フィールド西が丘) ※セカンドチーム「FC東京U-23」にオーバーエイジ枠で出場

## タイトル

### クラブ
パイサンドゥSC
- カンピオナート・パラエンセ：1回 (2006)

アトレチコ・ミネイロ
- カンピオナート・ミネイロ：1回 (2010)

広州恒大
- AFCチャンピオンズリーグ：1回 (2013)
- 中国サッカー・スーパーリーグ：3回 (2011, 2012, 2013)
- 中国サッカー・甲級リーグ：1回 (2010)
- 中国FAカップ：1回 (2012)
- 中国サッカー・スーパーカップ：1回 (2012)

アル・サッド
- シェイク・ジャシムカップ：1回 (2014)
- アミールカップ：1回 (2015)

### 個人
- AFC年間最優秀外国人選手賞：1回 (2013)
- AFCチャンピオンズリーグ最優秀選手賞：1回 (2013)
- AFCチャンピオンズリーグ得点王：1回 (2013)
- AFCチャンピオンズリーグドリームチーム：1回 (2013)
- 中国サッカー協会年間最優秀選手賞：1回 (2011)
- 中国サッカー・超級リーグ得点王：1回 (2011)
- 中国FAカップ得点王：1回 (2011)
- 中国サッカー・超級リーグベストイレブン：1回 (2013)